# 根本健
根本 健（ねもと けん、1948年5月5日 - ）は、元GPライダー、雑誌『ライダースクラブ』（枻出版社）元編集長である。
父は漫画家の根本進。
2020年、新バイクメディア『RIDE HI（ライドハイ）』を立ち上げ。同メディアのプロデューサーとして活動。

## 来歴
1948年（昭和23年）
東京都生。慶應義塾大学文学部中退。
幼少期
父の原稿を受け取りに来る新聞社のバイク「陸王」が来るのを心待ちにしていた。
小学生時代
鉄道好き。高学年で航空機ファンとなり、羽田空港や横田基地などへ航空機を見に行く。
中学時代
中学1年時の夏休みの自由研究は『翼のアスペクト比と航続距離の関係』。中学2年では『翼断面と層流』。中学3年では『流体によって生じる衝撃波を再現する研究』を行ない、担任教師を呆れさせる。
航空機と平行して鉄道模型も趣味としていた。HOゲージの完成品の収集から始まり、ディテールにまで凝った模型を自作するようになる。常連となっていた模型店から依頼を受け、特注品製作のアルバイトを始める。蒸気機関車のモーターを改造したり、全動輪にサスペンションを組み込むなど高度な改造を盛り込み、裕福な顧客からの注文が殺到した。このアルバイトは中学生の間続けた。ヒット作はアメリカの鉄道模型雑誌に掲載されたトランジスター制御方式のパワーパックの自作であった。また、蒸気機関車の前照灯にはスケール感を重視して、電球は煙室内に設置し、プラモデルのランナーを加工してヘッドライトまで光を導いて点灯させるような工夫もしていた。鉄道模型製作のアルバイト収入により少年時代は小遣いに困らなかった。
高校時代
HOゲージの趣味とアルバイトは高校生になっても続いており、父の知り合いが勤務する防衛庁（当時）航空装備研究所まで通うためにオートバイを購入することにし、車種選びのために専門雑誌を購読する。当時発行されていたのは『オートバイ』と『モーターサイクリスト』の2誌であった。根本はこれらの雑誌に掲載されていたWGPの記事に夢中になる。その頃はちょうど日本のオートバイメーカーがWGPに挑戦し始めていた時期で、ホンダがチャンピオンシップを獲得し、日本メーカー同士の熾烈な戦いが繰り広げられていた。根本はちょうどこの頃、航空機への興味が薄れ始めていた。当時、「戦争がないと航空機産業は発展しない」と言われていたことに矛盾を感じたことが航空機から興味を失う要因の一つとなった。
そして、二輪免許を取得してヤマハYG-1（2ストローク、75 cc）を購入する。通学していた高校の校則でバイク通学が禁止されていたが、課外授業で酒匂川へ行く日に、他の生徒はバスに乗車して目的地に向ったが、根本はYG-1を走らせてそのバスに手を振りながら追い抜き、1週間の停学処分となる。その後、当時あった船橋サーキットに四輪車のレースを観戦に行ったのだが、そこでたまたまWGPマシンのエキシビションレースを見ることになり、これが切っ掛けでGPマシンへ興味を抱くことになり、マン島TTを走ってみたい、と憧れるようになる。それからは根本は、ヤマハYG-1（75 cc）→ホンダCB125（125 cc）→ヤマハYM-1（305 cc）へと乗り換えていく。
根本はチームに入会する。チームではメンバーが購入資金を出し合い、市販ロードレーサーヤマハTD-1C（250cc）を2台入手する。TD-1Cの試乗は富士スピードウェイで行なったが、当時はまだ30度バンクが使用されていた。根本は自分自身のロードレーサーを入手するためにヤマハYM-1を売却し、ブリヂストンGB-1を中古で購入する。当時はブリヂストンもロードレーサーを製造していた。
カワサキのディーラーチーム時代
根本が所属していたチームはレースの素人の集まりだったので、本格的にロードレースをするためにチームを移ることにする。全日本モーターサイクルクラブ連盟（MCFAJ）を介して、カワサキのディーラーを紹介してもらう。当時のカワサキのマシンは川崎重工業に統合される前の川崎航空機が製造していた。根本はこのディーラーチームの一員となり、カワサキのテストに参加するようになるが、テストの日が高校の期末試験と重なってもマシンテストを優先させたために高校を留年することになり、高校卒業までに6年間かかっている。カワサキのディーラーチームではマシンの基本構造やセッティング法などを学び、2ヶ月後にはディーラーチームのメカニックがチューニングしたエンジンを搭載したマシンを駆ってノービス50 ccクラスで2位を獲得する。
カワサキ直系サテライトチーム時代
その後、ディーラーチームの紹介によりカワサキのワークスライダー安良岡健が率いるカワサキ直系のアラオカレーシングチームに移籍し、カワサキのワークスチームが富士スピードウェイを借り切ってテストする日に根本も参加する。根本がチームに入ってしばらくすると安良岡がカワサキのメカニックに根本を推薦し、根本も試作部品のテスト走行に参加できるようになる。ある日、富士スピードウェイをワークス仕様のA1-R（250 cc）で走行中に、30度バンクの出口付近の路面が荒れた部分で後輪が空転後にロックし、根本は高速でマシンから投げ出され重傷を負う。この事故から1年後にやっと退院でき、レース活動を再開する。
1970年全日本ロードレース選手権ジュニアクラス
全日本ロードレース選手権ジュニアクラスのチャンピオン獲得を目指して本腰を入れる。最優秀選手賞を獲得して世界一周のチケットを手に入れることが目標である。日本モーターサイクルスポーツ協会（MFJ）は、当時、最優秀選手賞のライダーに世界一周を賞品として用意していた。これは、日本でWGPが開催されなくなったため、好成績をあげたライダーを世界に派遣して世界のロードレース界との関係を保つことを目的としていた。結局、1970年シーズンは糟野雅治（ヤマハ）がチャンピオンとなり、根本（カワサキ）はランキング2位であった。
1971年全日本ロードレース選手権90 ccクラスで負傷、ロードレースから引退
筑波サーキットにおいてカワサキ90SSで走行中に最終コーナーでエンジンが焼き付いてしまい転倒し、鎖骨を複雑骨折してしまう。この事故を切っ掛けに大学を中退、チームからも退会して一旦ロードレースを引退する。
その後、父親の紹介でラジオ局で働き始める。半年後、鈴鹿サーキットに取材へ行くようにディレクターから指示が出る。取材対象は「白バイ大会」であったが、偶然にもその週末は全日本ロードレース選手権の最終戦でもあった。根本は決勝レースを観戦することにした。この日は前年ライバルとして戦っていた糟野雅治と顔を合わせた。糟野もこの日はレースに出場しないで観戦していた。糟野は1970年に最優秀選手賞を獲得したので、この年は世界一周旅行をしていて、帰国したところであった。糟野はヨーロッパでフィル・リードの自宅に居候しながらWGPを観戦したりしていた。根本はこのヨーロッパでの経験とその様子を聞き、プライベートライダーがレースだけでも生活していけることを知る。当時の全日本ロードレース選手権は優勝しても賞金が出なかったので、プライベートライダーはレースだけでは生活できなかった。また、日本人のワークスライダーは実質的にメーカーの開発ライダー（会社員）なので、マシンテストとしてWGPにスポット参戦することはあっても、フル参戦することは難しかった。
1972年、ロードレースに復帰
根本と糟野はヤマハの市販ロードレーサーTR3（350 cc）を購入し、日本初のプライベートチーム「フライングドルフィン」を結成する。プライベートチームのため、スポンサーを探してレース活動資金を調達しなければならず、それには苦労したが、南海部品から支援を得ることができた。そして、根本自身もオートバイの仕事で生計を立てるべく各二輪雑誌に営業活動を行い、カワサキ時代の知名度が幸いして、数々の雑誌からマシンの試乗記の仕事を得ることができた。
1972年、賞金レースを企画
根本と糟野はプライベートチームとしてレース活動をしていくために必要と考えられることを実行に移す。その一つが賞金レースである。当時はMFJのレースもMCFAJのレースも賞金が出なかったためである。ワークスライダーはメーカーからの契約金により生活を成り立たせていたが、プライベイターはレース以外の仕事で生活を維持していた。当時、富士スピードウェイでは「グラチャン」と呼ばれる四輪車のレースに人気があった。そこで、根本らはMCFAJ事務局のスタッフと一緒に「グラチャン」のプロモーターと交渉し、前座レースとしてトップライダーのみのオートバイレースを行うことに成功した。このレースは好評で、鈴鹿サーキットでも「2&4」として二輪と四輪のレースが同じ日に開催されるようになった。この企画は各地のサーキットで採用され、むつ湾サーキット（現在は閉鎖）では参戦する二輪ライダーにスターティングマネーも支払われた。こうして上位入賞のライダーには数十万円単位で賞金が出るようになった。ただし、賞金は速いマシンに乗ることができたメーカーのワークスライダーが手にすることがほとんどであった。
1973年、全日本ロードレース選手権セニア750ccクラスチャンピオン
この年、ヤマハは初の水冷市販ロードレーサーTZ350を発売する。根本もTZ350を入手して全日本ロードレース選手権セニア750ccクラスに参戦する。この年のレースは片山敬済との接戦となる。片山と初顔合わせとなるレースは富士スピードウェイであった。東京出身の根本は富士スピードウェイを走り慣れており、神戸出身の片山より地の利があった。それでも片山は前年から注目されていた新人だっただけあり速く、根本と競り合いになる。レース終盤で片山が周回遅れのライダーをパスした後、片山に追随していた根本は周回遅れのライダーに手間取り、結局片山が優勝、根本は2位となった。その後のレースでは根本は手堅くポイントを獲得し、全日本ロードレース選手権史上初めてプライベイターとしてチャンピオンになった。
1974年、世界一周
前シーズンに全日本チャンピオンとなった根本は、この年は世界一周のオープンチケットを手にする。この旅行により根本は、プライベイターでもWGPは何とかなりそうだ、という感触をつかむ。帰国後根本は既に開幕していた全日本ロードレース選手権に参戦する準備を始める。手始めにTZ350のフロントブレーキの交換を行った。市販状態ではドラムブレーキだが、これをディスクブレーキに交換した。ほかにもフロントフォークやホイールなども交換したが、同シーズンはこのようにマシン作りに時間を割くことになり、レースの成績はよくなかった。しかし、根本はこれをヨーロッパで走るための準備と捉えていた
1975年、FIMインターナショナルロードレースライセンスの取得
WGPに参戦するにはFIMが発行するインターナショナルロードレースライセンスが必要だが、前例ではオートバイメーカーと契約するライダーにしか発行されていなかった。そのため、プライベートライダー（メーカーと契約していない）根本にとって、このライセンスを取得すること自体が一苦労であった。これまでFIMに書類を申請するときにはメーカーによる推薦書と身元保証が必要であった。根本はMFJと交渉し、根本の所持ライセンスの統括機関であるMFJ東京の推薦書と身元保証でFIMに申請することになり、FIMインターナショナルロードレースライセンスを取得することができた。
1975年、WGPへのエントリーの壁
当時のWGPはサーキットの大きさによって出走台数が決められており、予選からその台数しか走ることができない。その優先順位は、ライダーの前年のWGPでのランキングが優先され、次にGP開催国のライセンスを持つワイルドカードライダーとなる。日本では1967年を最後にWGPは開催されていないので、基本的にエントリーは無理であった。日本のメーカーと契約している日本人ライダーの場合は、日本メーカーが主催者と直接交渉し例外的にエントリーが認められていた。しかし、根本はプライベイターのため各国のグランプリ主催者にエントリー用紙を送付してくれるように手紙を出しても無反応な場合が多かった。エントリー用紙を送付してくれた主催者の場合でも、根本が用紙に記入してそれを主催者に送っても、受理したという返信が来るわけではなかった。このような事情から根本はヨーロッパへ行って、エントリーを受け付けてもうらうために直接主催者と交渉することを決意する。
1975年、WGPへの出発準備 - カルネ
根本はWGPでは250ccクラス（ヤマハTZ250）に参戦することにした。ヨーロッパへの荷物はトランスポーターとなるバンに全部積み込み、コンテナの船便で送ることにした。トランスポーターは世界共通の自動車保険に加入してJAFが発行するナンバープレートを取り付けていれば先進国間の運送協定によりカルネは不要である。旅行者が運転するトランスポーターは旅先で商品として売却しないので関税を掛けないことになっている。しかし、積荷となるTZ250は商品扱いとなるために通関にはカルネが必要となる。TZ250をある国で売却してしまうと関税対象となる。だが、TZ250が商品ではなく自分の所有物であれば関税はかからない。TZ250をある国で売却しないことを誓約する制度がカルネである。カルネがあればTZ250は商品でないので関税がかからない。ところが根本は日本の4メーカーのカルネの束を見せられた。それの束は6気筒や14速などのワークスマシンの名前が書かれたカルネであった。当時のトップライダーたちに日本メーカーが提供したワークスマシンは、本来はカルネ違反だったのだ。カルネにはマシンの価格を記入するのだが、根本はホンダの6気筒ワークスマシンが量産車の250ccと同じだったことを知った。ヤマハやスズキも同じであった。これは、スペインなどではカルネがあっても入国時に保証金を払わなければならず、出国時に保証金を返却する制度を採用しているため、日本メーカーが保証金対策としてワークスマシンの価格を量産車と同じにしていたためだった。
1975年、WGPへの挑戦
根本はヨーロッパでの初レースをダッチTT（オランダGP）と決めて、エントリーを受理してもらうためにヤマハのオランダの現地法人ヤマハNVに協力してもらうことにした。しかし、ダッチTTの主催者はヤマハNVに断わりの連絡を入れ、根本はダッチTTを走ることができなかった。翌週のベルギーGP（スパ・フランコルシャン）では、日本から送ったエントリー用紙が主催者に届いていたので出場することができた。当時のスパ・フランコルシャンは1周14kmと長く、また、250ccクラスの平均速度が200km/hを越すというWGPで最も平均速度が速いサーキットであった。当時の市販状態のヤマハTZ250の最高速度が215km/hだったので、かなりの高速サーキットであることがわかる。初めてのWGPで、なおかつ初めてのコースだったので根本は予選結果が31位となり、予選落ちを喫する。かつて、ヤーノ・サーリネンのメカニックをし、当時はケント・アンダーソンのメカニックをしていたフェリーに「Ken、ココはキャリアがないと難しい。初挑戦にしては良い結果だヨ」と慰められる。また、500ccクラスに参戦している日本のメーカーのワークスチームの人たちからも「市販レーサーじゃ辛いよネ」と同情された。更に、ジャコモ・アゴスチーニからは「世界GPは知らないコースでも、即座に最速の走りが要求される。徐々に徐々にじゃ通用しない世界だ。」と言われ気落ちする。しかし根本はこれにより全日本ロードレース選手権時代の実績へのこだわりを捨てることができた。
1976年、WGP - メカニックに柳沢雄造を迎える
1976年シーズンは、ヤマハTZ250で最終戦までのハーフシーズンだけ参戦する。来シーズンのフル参戦に向けて、柳沢雄造にWGPの実状を知ってもらうことと、ヨコハマタイヤと共同で行っている新型タイヤの開発が主目的となった。
1977年、WGPにフル参戦
1977年シーズンは250ccクラス（ヤマハTZ250）と350ccクラス（TZ350）にダブルエントリーする。マシンは柳沢がエンジン、サスペンション、チャンバーなど、各パーツを開発した。また、日立のヨーロッパ法人がスポンサーにつき、そして、日本製タイヤとして初めてスリックタイヤ（ヨコハマタイヤ）をWGPに持ち込む。また、1977年版のイヤーブック『moto CONTINENTAL CIRCUS 1977 - BARRY SHEENE STORY』の表紙には根本の後ろ姿が使われた。
1978年、WGPから引退、『ライダースクラブ』編集長に
1978年はヨコハマタイヤがWGPへの参戦を停止したため、根本はスポンサーを失った。そのため、メカニックの柳沢に報酬を払うことができなくなってしまい、根本はメカニックなしで250ccクラス（ヤマハTZ250）に参戦することにした。影響で思い描いているようなレース展開にはならず、西ドイツGP（ニュルブルクリンク）を最後のレースとし、日本へ帰国する。帰国後は雑誌『ライダースクラブ』の編集長に就任し、以後17年間オートバイメディアで活躍する。参戦していた当時は、WGPで日本人のワークスチームの関係者に会うと日本では聞けないような話を聞かせてくれるほど親しくなることができ、この時に築いた人脈が編集長になってから活かされ、日本メーカーは根本に好意的で、『ライダースクラブ』は他誌より優位に取材をすることができた。そのため他誌から抗議されるほどであった。

## 戦績
- 高校時代 - ブリヂストンGB-1で富士スピードウェイで開催されたクラブマンレースにエントリーし、ロードレースにデビュー。しかし、ロータリーディスクバルブを逆に組んでいたためエンジンがかからず、決勝レースではグリッドに並ぶことなくリタイアとなる[32]。
- カワサキのディーラーチーム時代 - 所属して2ヶ月後に全日本モーターサイクルクラブ連盟（MCFAJ）のノービス50ccクラスで2位[33]。
- 1970年 - 全日本ロードレース選手権ジュニア250ccクラス、ランキング2位（カワサキA1-R）[34]。
- 1971年 - 全日本ロードレース選手権90ccクラス（カワサキ90SS）のレース中に負傷し、この事故を切っ掛けにロードレースを引退[14]。
- 1972年 - ロードレースに復帰。日本初のプライベートチーム「フライングドルフィン」でレース活動を再開する（ヤマハTR3〔350cc〕）[35]。
- 1972年 - 賞金レースを企画し、賞金レースを根付かせる[17]。
- 1973年 - 全日本ロードレース選手権セニア750ccクラスチャンピオン（ヤマハTZ350）[36]。
- 1974年 - 世界一周し、アメリカやヨーロッパのレース状況を見聞。帰国後、全日本ロードレース選手権に参戦（ヤマハTZ350）[37]。
- 1975年 - ロードレース世界選手権250ccクラスに後半のベルギーGPから参戦（ヤマハTZ250）[23]。
- 1976年 - ロードレース世界選手権250ccクラスに後半から最終戦まで参戦（ヤマハTZ250）[26]。
- 1977年 - ロードレース世界選手権250ccクラスと350ccクラスにダブルエントリーして、シーズンフル参戦（ヤマハTZ250、TZ350）[27]。
- 1978年 - ロードレース世界選手権250ccクラスに初戦から参戦し、西ドイツGPで引退（ヤマハTZ250）[38]。
- 1980年 - ホンダ・CB900で鈴鹿8時間耐久ロードレースに参戦
- 1983年 - パワーハウスモータークラブよりドゥカティ・DM650SL/Aで鈴鹿8時間耐久に参戦。ペアライダーは新井亮一。メーカーワークス勢は同年まで1000ccのモンスターマシンが参戦しており、Lツイン650ccのパワー面では非力なマシンでの参戦であったが、決勝18位で完走を果たす。

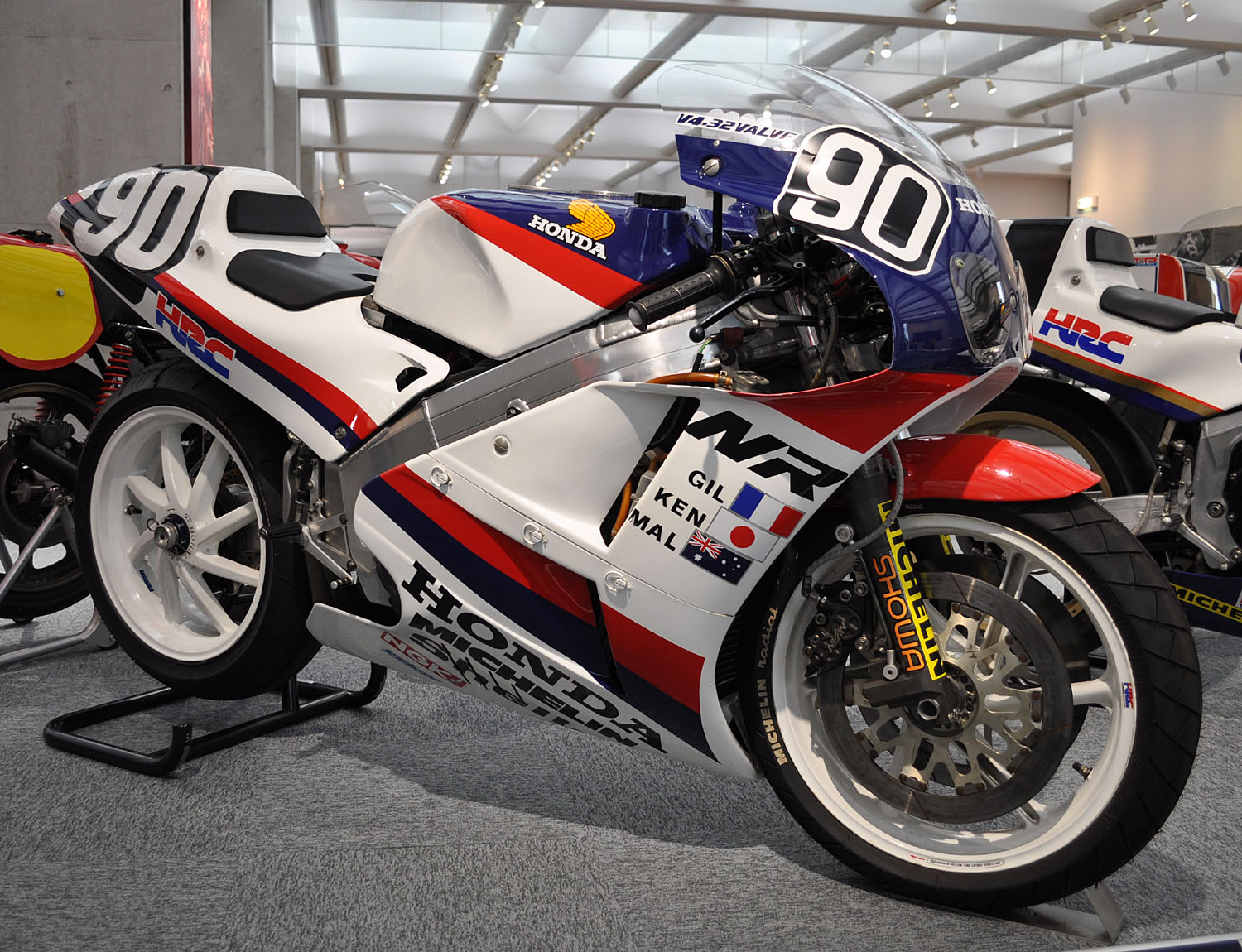
1987年のホンダ・NR750

- 1987年 - HRCからル・マン24時間耐久ロードレースに参戦（NR750・マルコム・キャンベル/ジルベール・ロイ）。予選2位、決勝リタイア。
- 1995年、現役を引退していた平忠彦が主宰するタイラレーシングより鈴鹿8時間耐久レースにプライベーターとしてTRX850でエントリー。メーカーワークスマシンと比して、2気筒エンジンの馬力不足もあり、予選では決勝進出ラインの60位までに入れず、主催者推薦枠で出走した決勝でもトラブルに見舞われた。最後まで走り切ったが、規定周回数不足で完走扱いとはならなかった。

### 鈴鹿8時間耐久オートバイレース
| 年   | チーム                               | ペアライダー | 車番 | マシン                | タイヤ | 予選順位 | 予選タイム | 決勝順位 | 周回数 |
| ---- | ------------------------------------ | ------------ | ---- | --------------------- | ------ | -------- | ---------- | -------- | ------ |
| 1980 | MOTO.RIDER                           | 山田純       | 40   | ホンダ・CB900         |        | 26       | 2'28”28    | 14位     | 184    |
| 1981 | MINORU SATO                          | 尾熊洋一     | 38   | ホンダ・CB900F        |        | 35       | 2'30”26    | 33位     | 142    |
| 1983 | パワーハウス モータークラブ          | 新井亮一     | 47   | ドゥカティ・DM650SL/A | D      | 42       | 2'38”37    | 18位     | 171    |
| 1995 | タイラレーシングwithライダースクラブ | 平忠彦       | 21   | ヤマハ・TRX850        | M      | 61       |            | NC       | 194    |